# 基耶蒂省
基耶蒂省（義大利語：Provincia di Chieti）是意大利阿布鲁佐大区的一個省。面積2,588平方公里，2001年人口381,993人。首府基耶蒂。下分104市鎮。